# 2 (số)
2 (hai) là một số, số từ và chữ số. Đó là số tự nhiên đứng sau số 1 và trước số 3. Số 2 còn là số nguyên tố chẵn duy nhất. Bởi vì nó là cơ sở của tính hai mặt, nó có ý nghĩa tôn giáo và tâm linh trong nhiều nền văn hóa.

## Danh sách các tính toán cơ bản
Phép nhân:
| Phép nhân | 1  | 2  | 3  | 4  | 5   | 6   | 7   | 8   | 9   | 10  | 11  | 12  |
| --------- | -- | -- | -- | -- | --- | --- | --- | --- | --- | --- | --- | --- |
| 2 × x     | 2  | 4  | 6  | 8  | 10  | 12  | 14  | 16  | 18  | 20  | 22  | 24  |
| Phép nhân | 13 | 14 | 15 | 16 | 17  | 18  | 19  | 20  | 21  | 22  | 23  | 24  |
| 2 × x     | 26 | 28 | 30 | 32 | 34  | 36  | 38  | 40  | 42  | 44  | 46  | 48  |
| Phép nhân | 25 | 25 | 25 | 25 | 50  | 50  | 50  | 50  | 100 | 100 | 100 | 100 |
| 2 × x     | 50 | 50 | 50 | 50 | 100 | 100 | 100 | 100 | 200 | 200 | 200 | 200 |

Phép chia:
| Phép chia | 1    | 2                    | 3                    | 4                    | 5                    | 6                    | 7                  | 8                  |
| --------- | ---- | -------------------- | -------------------- | -------------------- | -------------------- | -------------------- | ------------------ | ------------------ |
| 2 ÷ x     | 2    | 1                    | 0.6                  | 0.5                  | 0.4                  | 0.3                  | 0.285714           | 0.25               |
| x ÷ 2     | 0.5  | 1                    | 1.5                  | 2                    | 2.5                  | 3                    | 3.5                | 4                  |
| Phép chia | 9    | 10                   | 11                   | 12                   | 12                   | 13                   | 13                 | 14                 |
| 2 ÷ x     | 0.2  | 0.2                  | 0.18                 | 0.153846             | 0.153846             | 0.153846             | 0.153846           | 0.142857           |
| x ÷ 2     | 4.5  | 5                    | 5.5                  | 6                    | 6                    | 6.5                  | 6.5                | 7                  |
| Phép chia | 15   | 16                   | 16                   | 16                   | 16                   | 16                   | 17                 | 17                 |
| 2 ÷ x     | 0.13 | 0.125                | 0.125                | 0.125                | 0.125                | 0.125                | 0.1176470588235294 | 0.1176470588235294 |
| x ÷ 2     | 7.5  | 8                    | 8                    | 8                    | 8                    | 8                    | 8.5                | 8.5                |
| Phép chia | 18   | 19                   | 19                   | 19                   | 19                   | 19                   | 20                 | 20                 |
| 2 ÷ x     | 0.1  | 0.105263157894736842 | 0.105263157894736842 | 0.105263157894736842 | 0.105263157894736842 | 0.105263157894736842 | 0.1                | 0.1                |
| x ÷ 2     | 9    | 9.5                  | 9.5                  | 9.5                  | 9.5                  | 9.5                  | 10                 | 10                 |

Lũy thừa:
| Luỹ thừa | 1    | 2    | 3    | 4     | 5     | 6     | 7      | 8      | 9      | 10      |
| -------- | ---- | ---- | ---- | ----- | ----- | ----- | ------ | ------ | ------ | ------- |
| 2x       | 2    | 4    | 8    | 16    | 32    | 64    | 128    | 256    | 512    | 1024    |
| x2       | 1    | 4    | 9    | 16    | 25    | 36    | 49     | 64     | 81     | 100     |
| Luỹ thừa | 11   | 12   | 13   | 14    | 15    | 16    | 17     | 18     | 19     | 20      |
| 2x       | 2048 | 4096 | 8192 | 16384 | 32768 | 65536 | 131072 | 262144 | 524288 | 1048576 |
| x2       | 121  | 144  | 169  | 196   | 225   | 256   | 289    | 324    | 361    | 400     |

## Trong toán học
- Diện tích của một hình vuông có độ dài của cạnh là a: S = a2
- Bình phương của một số: a2 = a × a
- Căn bậc hai của một số: √a = a1⁄2 = a0,5
- Một số nhân với 2: a × 2 = a + a
- Căn bậc hai của 2 là 1,414213562...
- Tổng của hai số hai bằng tích của hai số hai bằng bình phương của hai: 2 + 2 = 2 × 2 = 22

## Trong hóa học
- 2 là số hiệu nguyên tử của nguyên tố Heli (He).